# George Herbert Pethybridge
George Herbert Pethybridge (ur. 1871, zm. 23 maja 1948) – brytyjski botanik, mykolog i fitopatolog.
Pochodził z rodziny dobrze znanej w kornwalijskich kręgach prawniczych, medycznych i finansowych. Kontynuował naukę w Dunheved College w Launceston, a potem na Uniwersytecie w Aberystwyth. Większość swojej kariery naukowej spędził w „Phytopatology Laboratory” Departamentu Rolnictwa Wielkiej Brytanii. W 1913 r., jako pierwszy opisał chorobę różowa zgnilizna bulw ziemniaka i zidentyfikował identyfikację jej sprawcę, grzyba Phytophthora erythroseptica. Przez wiele lat był autorytetem w dziedzinie fitopatologii w Wielkiej Brytanii.
W nazwach naukowych opisanych przez niego taksonów dodawany jest skrót jego nazwiska Pethybr.